# 抛得快
抛得快是一种纸牌游戏。
规则：
- 一副牌，去掉大王，小王，黑桃A，红桃A，梅花A，方块A，剩下48张牌，三到四个人玩。
- 抓到黑桃3的先出，而且首轮出牌必须把黑桃3出出来
- 牌的顺序是：3、4、5、6、7、8、9、10、J、Q、K、A、2
- 3张同样的可以带一张或者1对。
- 五张以上连续单张可以连出，3对以上连续对可以连出，连续的3张对均可以连出，但所带牌必须同时为对子或者单张
- 四张一样的是炸弹，可以压前面任意多张牌。
- 在手上剩下的牌能一次出完的情况下，必须说明。
- 先将手中牌全部出光者，即为赢家。并且计算点数，为手中所剩牌数。剩一张不算输，但一张都未出加倍。